# Magnac-Laval
Magnac-Laval település Franciaországban, Haute-Vienne megyében. Lakosainak száma 1693 fő (2022. január 1.). Magnac-Laval Dinsac, Dompierre-les-Églises, Le Dorat, Droux, Lussac-les-Églises, Saint-Léger-Magnazeix, Saint-Ouen-sur-Gartempe és Tersannes községekkel határos.

## Népesség
A település népességének változása:
| Lakosok száma | 1790 | 1751 | 1889 | 1744 | 1716 | 1711 | 1705 | 1697 | 1693 |
|               | 2013 | 2015 | 2016 | 2017 | 2018 | 2019 | 2020 | 2021 | 2022 |